# Semicondutor
Os semicondutores são sólidos geralmente cristalinos de condutividade elétrica variável, podendo transitar com certa facilidade entre os estados de condutores e isolantes elétricos em função de parâmetros ambientais.

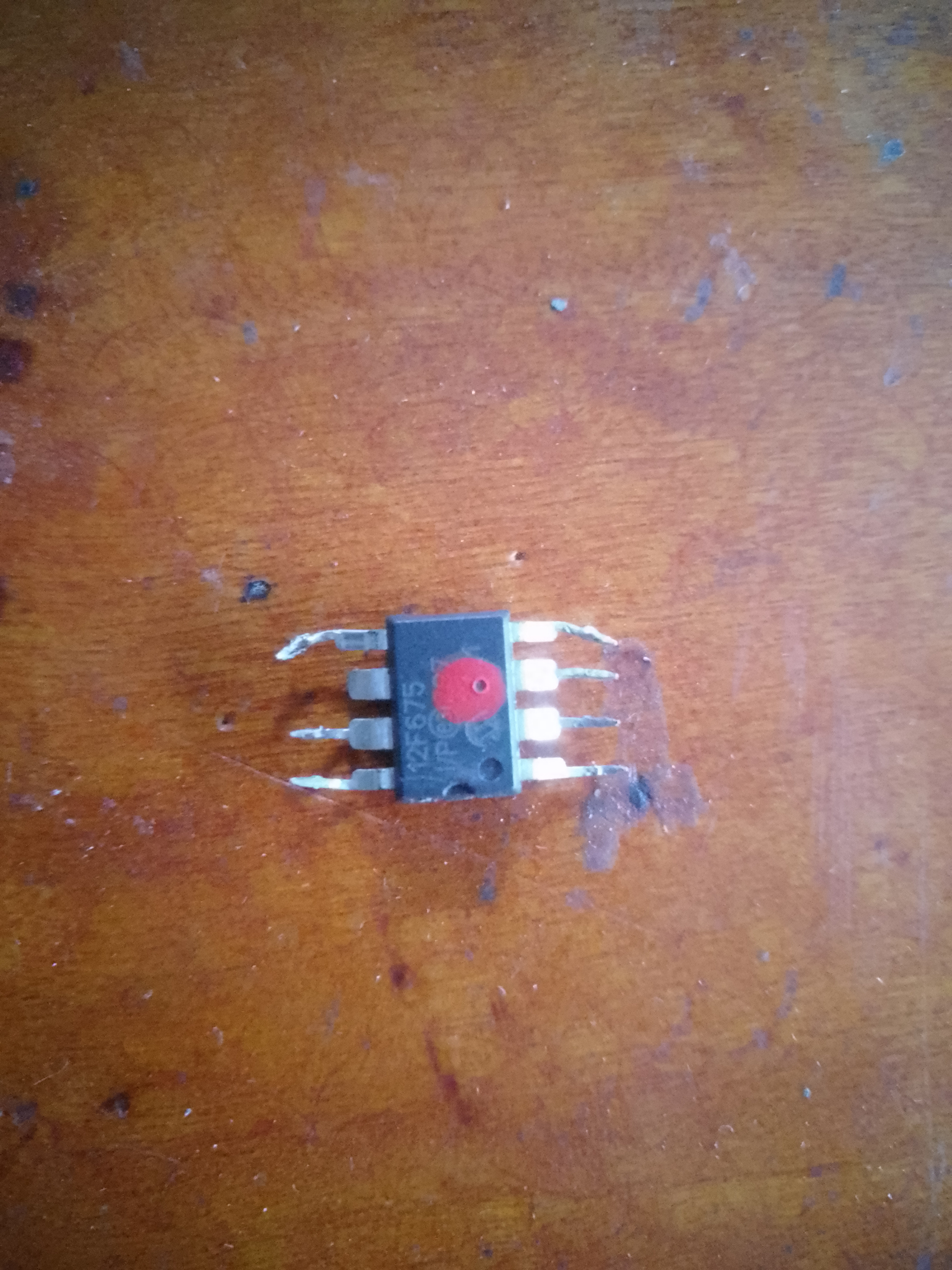
um semiconductor 12F675 da microchip

São intrinsecamente isolantes quando em temperaturas baixas, e transitam ao estado de condutor em temperaturas elevadas. Condutores extrínsecos (com dopagem) são condutores quando neutros e têm a transição condutor isolante controlada pelo estado de eletrização em que se encontram, sendo por tal o pilar da eletrônica moderna (eletrônica de estado sólido).

## Semicondutores e condutividade elétrica

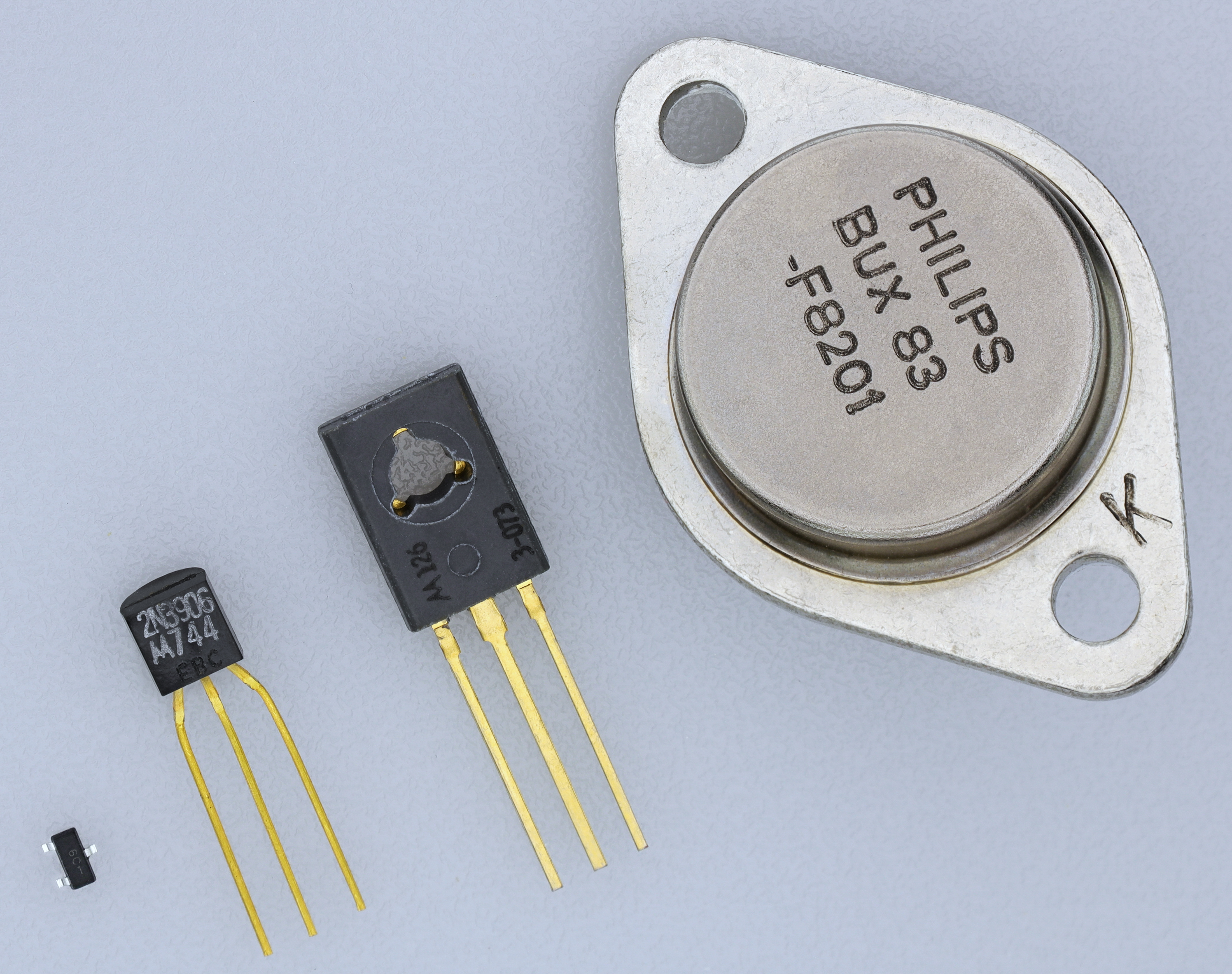
Transistores diversos discretos. Embalagem em ordem (cima para baixo): TO-3,TO-126,TO-92,SOT-23

A condutividade elétrica dos semicondutores é particularmente sensível às condições ambientais tais como temperatura ou estado elétrico (+, neutro, -), o que lhes confere suma aplicabilidade e importância práticas. Seu emprego é importante na fabricação de componentes eletrônicos tais como diodos, transístores e outros de diversos graus de complexidade tecnológica, microprocessadores, e nanocircuitos usados em nanotecnologia.
Atualmente o elemento semicondutor é primordial na indústria eletrônica e confecção de seus componentes.
Um fato conhecido na física do estado sólido é que a condutividade elétrica é devida aos elétrons em bandas eletrônicas parcialmente cheias. Em temperaturas suficientemente baixas, semicondutores intrínsecos (sem impurezas em sua estrutura) têm suas bandas eletrônicas completas e comportam-se como isolantes. A condutividade dos semicondutores à temperatura ambiente é causada pela excitação de uns poucos elétrons da banda de valência para a banda de condução.
É a quantidade de energia necessária para tirar um elétron da banda de valência e 'libertá-lo' na banda de condução que determina se um sólido será um condutor, semicondutor ou isolante. Para um semicondutor, pela definição esta energia (conhecida como "gap" de energia) é abaixo dos 4,5 elétron-volts (4,5 eV); para isolantes esta energia é bem acima desse valor. A temperaturas suficientemente elevadas os semicondutores intrínsecos se comportam como condutores pois grande quantidade de elétrons é termicamente excitada à banda de condução. Nos condutores, dada suas distribuições eletrônicas, existem sempre bandas de energia não preenchidas e portanto não existe quantidade mínima de energia necessária para se excitar os elétrons à condução.
Nos semicondutores a condutividade não é devida apenas aos elétrons que conseguiram pular para a banda de condução. Os buracos (também chamados de lacunas) que eles deixaram na banda de valência também dão contribuição importante à mobilidade elétrica. Tão importante que estes buracos são tratados como partículas reais dotadas de carga positiva, oposta à do elétron.
Acrescentar pequeníssimas quantidades de impurezas à estrutura material de um semicondutor intrínseco (ou seja, puro) resulta nos semicondutores ditos extrínsecos. Escolhendo-se adequadamente a impureza produz-se ou um semicondutor ou do tipo N (onde a impureza doa elétrons à rede) ou do tipo P (impureza produz buracos eletrônicos, falta de elétrons, na rede).
A condutividade de um semicondutor extrínseco é altamente dependente de seu estado eletrostático. Semicondutores extrínsecos se portam como condutores quando eletricamente neutros a qualquer temperatura. Carregando-se eletricamente estes semicondutores com sinal adequado (positivo no caso N, negativo no caso P), eles transitam quase que instantaneamente ao estado de isolantes elétricos. Nos casos eletrostáticos complementares (semicondutor N eletricamente negativo, P eletricamente positivo), eles se portam tal como quando neutros, como condutores.
Uma aplicação direta dos semicondutores extrínsecos, dada a propriedade acima, é na junção PN onde justapõe-se fisicamente um semicondutor P a um semicondutor N. Tal junção permite o fluxo de elétrons, ou corrente elétrica, apenas em um sentido e não no sentido oposto: constitui um diodo semicondutor em estado sólido. Transístores são componentes com três terminais onde há internamente duas junções semicondutoras fisicamente justapostas: ou PNP ou NPN. O fluxo de corrente através da estrutura completa ocorre ou não, de acordo com as polaridades aplicadas e mostra-se particularmente sensível à intensidade do sinal aplicado ao material semicondutor central, ligado ao terminal conhecido (dado o processo de construção) como "base" do transistor. De acordo com as quantidades de dopantes nos materiais semicondutores a que se conectam, os outros dois terminais são denominados coletor e emissor do transistor. Um pequeno sinal de corrente à base modula uma forte corrente entre o emissor e o coletor: tem-se um amplificador em estado sólido. Transistores operam facilmente também como chaves eletrônicas controladas.
Componentes com maior número de junções existem e têm cada qual suas propriedades elétricas específicas: nos diacs, triacs e SCRs encontram-se três junções semicondutoras.

## História
Michael Faraday, em 1833, apercebeu-se de que a resistência do Sulfato de Prata descia com o aumento da temperatura, o efeito contrário ao esperado com outros materiais.
Em 1874, Braun descobriu o efeito semicondutor em alguns sulfetos metálicos. Os primeiros elementos estudados foram o sulfeto de chumbo e o sulfeto de ferro. Em 1878 e 1879 David E. Hughes iniciou pesquisas no efeito semicondutor, a princípio como curiosidade, pois foi percebido ao acaso pelo cientista.
Embora Hughes não conhecesse o trabalho de James Clerk Maxwell, descobriu uma maneira de emitir ondas eletromagnéticas a partir de semicondutores. Em função de suas experiências acabou por inventar o detector eletromagnético por efeito semicondutivo, o diodo.
Em 1929, Walter Schottky, confirmou experimentalmente a existência de uma barreira de potencial numa junção Metal-Semicondutor. (Heterojunção, diodo de Schottky)

## Semicondutores intrínsecos
Os semicondutores são intrínsecos quando não têm dopagem, têm apenas átomos do semicondutor-base, as temperaturas são muito baixas, são excelentes isolantes, pois, possuem na sua composição um elemento ou combinação de elementos que lhes conferem uma estrutura covalente com todos os orbitais eletrônicos ligantes de todos os átomos sempre completos. Não há por tal portadores de carga elétrica estruturalmente livres quando puros. Quimicamente viáveis há os semicondutores do grupo IV (ver tabela periódica), como os de germânico ou, com vantagens à temperatura ambiente, os de silício; do grupo III-V, com destaque para o arseneto de gálio, nitreto de gálio, sulfeto de cádmio, arseneto de índio, e certamente outros com estequiometrias mais sofisticadas. Os elementos no composto devem aparecer sempre dispostos em estrutura cristalina sem falhas ou imperfeições, o que justifica o emprego de técnicas de produção elaboradas e especialmente desenvolvidas para garantir tal simetria.
Para este tipo de material à temperatura de 0 K, a banda de valência está completamente preenchida e a de condução vazia, logo, mesmo quando aplicado um campo elétrico ao material, não existe corrente elétrica.
Para temperaturas diferentes do zero absoluto, os elétrons da banda de valência têm energia suficiente para transitarem para a banda de condução. Quando isto ocorre, gera-se um portador de carga oposta à dos elétrons, o buraco (lacuna). Este fenômeno acontece para uma certa temperatura com um ritmo, chamado Ritmo de Geração Térmica. Que em equilíbrio termodinâmico é igual ao Ritmo de Recombinação, que é o fenômeno contrário, onde um eletrão liberta energia e regressa à banda de valência.
A densidade de eletrões (n) e buracos (p) nestes materiais, são iguais e, a uma certa temperatura, é designada densidade intrínseca do material. 

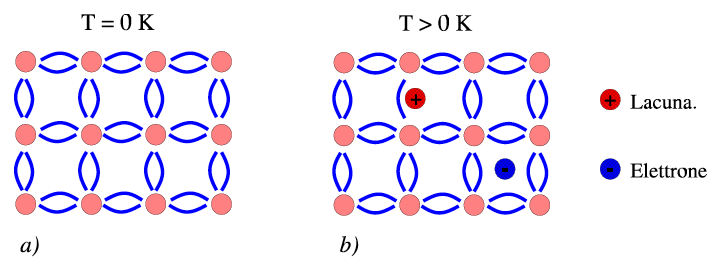
Semicondutor Intrínseco

Alguns valores típicos:
| Semicondutor | {\displaystyle n_{i}(m^{-3})} |
| ------------ | ----------------------------- |
| Si           | 1.02x1016                     |
| Ge           | 2.33x1019                     |
| GaAs         | 2.1x1012                      |

## Semicondutores extrínsecos

Silício dopado com fósforo

Os materiais semicondutores podem ser tratados quimicamente de diferentes maneiras de forma a alterarem as suas características. A combinação de semicondutores com diferentes tipos de dopagens faz emergir propriedades elétricas não observáveis quando separados, propriedades muito úteis sobretudo no controlo de correntes elétricas.
A dopagem é feita utilizando-se elementos diferentes dos que integram a rede semicondutora, usualmente os elementos da coluna III (para semicondutores tipo P) ou da coluna V (para semicondutores tipo N). É contudo também comum o emprego de elementos de outras colunas, incluso a coluna IV, tanto para a obtenção de semicondutores do tipo P como do tipo N.
Caso o tipo de impurezas dopantes seja doadora, isto é, tem elétrons de valência "dispostos" a saírem de seu orbital, o tipo do semicondutor é N. Isto acontece pois o semicondutor vai ter um excesso de elétrons face ao número de buracos (cargas portadoras de sinal contrário ao dos elétrons). O excesso de elétrons ocorre devido à proximidade dos níveis de energia da impureza à banda de condução do semicondutor. Quando o material dopante é adicionado, este aporta seus elétrons mais fracamente ligados aos átomos do semicondutor. Este tipo de agente dopante é também conhecido como material doador já que cede um de seus elétrons ao semicondutor. O propósito da dopagem tipo N é o de produzir abundância de elétrons livres no material.
Analogamente ocorre caso a impureza seja aceitador, isto é, com as orbitais semipreenchidas, capazes de aceitar elétrons. Irá neste caso ocorrer um excesso de buracos face ao número de eletrões, pois parte destes em vez de se recombinarem com os buracos, foram aceitados pelas impurezas. Neste caso é tipo P. O propósito da dopagem tipo-P é criar abundância de lacunas. Por exemplo, uma impureza trivalente deixa uma ligação covalente incompleta, fazendo com que um dos átomos vizinhos ceda-lhe um elétron completando assim as suas quatro ligações. Assim os dopantes criam as lacunas. Cada lacuna está associada a um íon próximo carregado negativamente, portanto, o semicondutor mantém-se eletricamente neutro. Entretanto, quando cada lacuna se move pela rede, um próton do átomo situado na posição da lacuna se vê "exposto" e logo se vê equilibrado por um elétron. Por esta razão uma lacuna comporta-se como uma carga positiva. Quando um número suficiente de aceitadores de carga são adicionados, as lacunas superam amplamente a excitação térmica dos elétrons. Assim, as lacunas são os portadores majoritários, enquanto os elétrons são os portadores minoritários nos materiais tipo P.
Os semicondutores (não degenerados) tipo-N têm o nível de Fermi mais próximo da banda de condução, enquanto que os tipo-P, têm o nível de Fermi mais próximo da banda de valência

## Distribuição quântica dos elétrons
Os elétrons enquanto partículas quânticas obedecem a dois postulados.
- Princípio de exclusão de Pauli
- Princípio da incerteza de Heisenberg

Como tal, é possível descrever a distribuição de elétrons pelos estados quânticos de energia W disponíveis através da função de Fermi-Dirac.
{\displaystyle f(W)={\frac {1}{1+e^{\frac {W-W_{F}}{kT}}}}},
Com {\displaystyle W} a energia do estado quântico a considerar, {\displaystyle W_{F}}, a energia de Fermi, {\displaystyle T}, a temperatura e {\displaystyle k}, a constante de Boltzmann.
Esta função com contradomínio de 0 a 1, indica o grau de preenchimento àquela energia por parte dos elétrons.
A energia de Fermi define-se como:
{\displaystyle f(W_{F})=0.5}

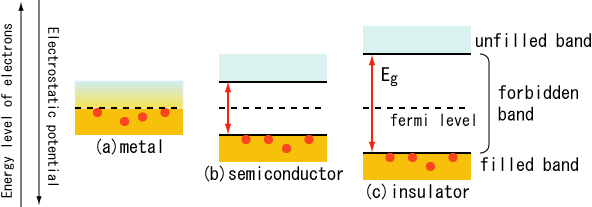
Diagrama de Bandas

A função de densidade de estados de energia na banda de condução é dada pela expressão:
{\displaystyle g(W)={\frac {dN}{dW}}={\frac {8\pi {\sqrt {2}}}{h^{3}}}m_{n}^{*3/2}{\sqrt {(W-W_{C})}}}
com
{\displaystyle W>W_{C}}
Onde, {\displaystyle h}, é a constante de Planck, {\displaystyle m_{n}^{*}}, a massa eficaz do elétron, {\displaystyle W_{C}}, energia mínima da banda de condução.
A densidade em volume de elétrons relaciona-se com o produto destas duas funções, a primeira indica a probabilidade de encontrar um elétron num certo estado quântico e a segunda, a densidade de estados a uma certa energia. Então:
{\displaystyle n\propto f(W)g(W)}

## Mecanismos de condução
Tanto eletrões como buracos são responsáveis pelo movimento de cargas. No processo de movimento destas partículas num semicondutor, na ausência de forças exteriores, considera-se um movimento aleatório, sendo o valor de velocidade média destas partículas nulo, logo não existe corrente elétrica. Mas quando aplicado um campo elétrico, aparece uma força, que altera o comportamento cinético das partículas, ficando-se agora com um movimento não completamente aleatório, mas sim orientado no sentido das linhas do campo elétrico, no caso dos buracos, ou orientado no sentido oposto, no caso dos eletrões.
Definindo mobilidade dos eletrões como {\displaystyle \mu _{n}} e mobilidade dos buracos como {\displaystyle \mu _{p}}, tem-se uma formula para a condutividade do semicondutor.
{\displaystyle \sigma =q(n\mu _{n}+p\mu _{p})}
Onde {\displaystyle q} é o módulo da carga do eletrão e {\displaystyle n,p} são as respectivas densidades de eletrões e de buracos.

## Semicondutores compostos
Existem vários tipos de semicondutores compostos, binários, ternários e quaternários.
Os semicondutores binários mais usuais são geralmente feitos com dois elementos do grupo IV, ou como combinação entre dois elementos dos grupos III e V, ou II e VI.
Os ternários obtêm-se através da combinação de dois binários com um elemento em comum, e os outros dois pertencendo ao mesmo grupo da Tabela Periódica. Respeitando a fórmula:
{\displaystyle AB+CB\rightarrow A_{x}C_{1-x}B,} com {\displaystyle x} entre 0 e 1 e que tem significado de concentração relativa do elemento.
Por sua vez, os compostos quaternários, são feitos a partir da combinação de 4 compostos binários. De maneira análoga aos ternários:
{\displaystyle AC+AD+BC+BD\rightarrow A_{x}B_{1-x}C_{y}D_{1-y}}
As aplicações dos semicondutores compostos são variadas, tais como em laser e outros dispositivos optoeletrónicos.